# ゾフィー・フォン・ザクセン (1587-1635)
ゾフィー・フォン・ザクセン（ドイツ語：Sophie von Sachsen, 1587年4月29日 - 1635年12月9日）は、ポメラニア＝シュチェチン公フランツの妃。

## 生涯
ゾフィーは、ザクセン選帝侯クリスティアン1世（1560年 - 1591年）とブランデンブルク選帝侯ヨハン・ゲオルクの娘ゾフィー（1568年 - 1622年）との間に生まれた娘である。
1610年8月26日にドレスデンでポメラニア＝シュチェチン公フランツ（1577年 - 1620年）と結婚した。この結婚からは子供は生まれなかった。フランツの死後、ゾフィーは寡婦財産としてヴォリンを受け取り、三十年戦争の困難な時期にこの地を統治した。ヴォリン城はかなり荒廃していたため、1622年から1626年にかけてゾフィーはヴォリンに新しい居城を建てさせた。
ゾフィーの死後、ヴォリンはポメラニア公ボギスラフ14世に戻された。しかし、スウェーデンはザクセンと戦争中であり、スウェーデンはゾフィーをザクセン選帝侯家の一員とみなしたため、家具や穀物在庫などのすべての動産はスウェーデン軍に没収された。
ゾフィーは当初シュチェチンの公爵家の地下霊廟に埋葬されたが、1650年に遺体はドレスデンのゾフィー教会に移された。